# Vasa IFK
Vasa IFK is een Finse voetbalclub spelend in de Ykkönen. De club is opgericht in 1900 en speelt haar thuiswedstrijden in de stad Vaasa. De club wordt ook wel VIFK genoemd.

## Geschiedenis
VIFK Vasa werd opgericht in 1900 en kende haar meest succesvolle periode in de jaren veertig en in iets mindere mate in de jaren vijftig. Nadat er in 1943 vanwege de Tweede Wereldoorlog geen competitievoetbal mogelijk was in Finland werd VIFK in 1944 voor het eerst in haar bestaan landskampioen. Twee jaar later in 1946 werd de titel opnieuw binnengehaald. Na een prijsloze periode van zeven jaar werd in 1953 wederom de landstitel veroverd. Daarna zakte de club af naar lagere divisies.
In 1988 ging de club na een fusie met BK-48 Vaasa verder onder de naam BK-IFK Vaasa. In 2000 werd weer de oorspronkelijke naam Vasa IFK aangenomen. In 2005 werd de weg naar boven weer ingezet. VIFK eindigde als eerste in de Kakkonen Pohjoislohko (noordelijke groep) en promoveerde daarmee naar de Ykkönen (tweede divisie). Het verbleef er drie seizoenen. 
In 2014 kon opnieuw promotie naar de Ykkönen worden bewerkstelligd, maar na één seizoen degradeerde de club alweer.

## Erelijst
- Landskampioen

1944, 1946, 1953
- Kampioen 3e divisie Noord

2005

## Bekende (oud-)spelers
- Jarl Malmgren